# Bumpy Ride
"Bumpy Ride" er en dancehall-sang skrevet af den svensk-congolesiske R&B-sangskriver Mohombi og udgivet som hans debutsingle i USA 24. august 2010.
Skrevet af marokkansk-svenske producent Nadir Khayat (RedOne), og Ilya Salmanzadeh, Bilal Hadji og Achraf Jannusi, og produceret af RedOne, det er den første udgivelse på RedOne mærke 2101 Records, et joint venture med Universal Music. Han har også udgivet en populær tosproget fransk/engelsk version for fransktalende markeder. Sangen blev et nummer et på hitlisten i Holland, og en et top ti hit i Belgien, Tjekkiet, Danmark, Finland, Frankrig, Norge, Polen, Slovakiet og Sverige.
| Musik | Spire Denne musikartikel er en spire som bør udbygges. Du er velkommen til at hjælpe Wikipedia ved at udvide den. |